# Mekarjaya D.1
Mekarjaya D.1 is een bestuurslaag in het regentschap Musi Banyuasin van de provincie Zuid-Sumatra, Indonesië. Mekarjaya D.1 telt 2614 inwoners (volkstelling 2010).